# Gwen Duijsters
Gwen Duijsters (Lommel, 30 juni 1999) is een Belgische voetbalspeelster. Sinds 2016 is ze aanvalster bij de KRC Genk Ladies, een club uit de Lotto super league. In 2022 behaalde ze haar master in de Chemische wetenschappen.

## Carrière

### KRC Genk Ladies
Duijsters begon op zesjarige leeftijd te voetballen bij Sporting Grote-Brogel. Tot 2010 was ze actief bij deze club, waarna ze enkele jaren het voetballen inruilde voor handbal. In 2012 besloot ze om terug te gaan voetballen, waarna zij zich aansloot bij de damesploeg van K. Eendracht Louwel. Hier won ze tweemaal de beker van Limburg en speelde ze eenmaal de eindronde voor promotie naar eerste nationale. Echter werd deze eindronde verloren en bleef Eendracht Louwel actief in tweede nationale. Na vier jaar ruilde ze in 2016 Louwel in voor KRC Genk Ladies.

### Nationale ploeg
Sinds 2014 doorliep Gwen Duijsters de verschillende jeugdreeksen van de nationale ploeg, zo maakte ze deel uit van de U15, U16, U17, U19 en U23.